# Statistisches Modell
Ein statistisches Modell, manchmal auch statistischer Raum oder statistisches Experiment genannt, ist ein Begriff aus der mathematischen Statistik, dem Teilbereich der Statistik, der sich der Methoden der Stochastik und Wahrscheinlichkeitstheorie bedient. Anschaulich fasst ein statistisches Modell alle Ausgangsinformationen zusammen: Welche Werte können die Daten annehmen, welchen Mengen von Werten soll eine Wahrscheinlichkeit zugeordnet werden und welche Wahrscheinlichkeitsmaße sind möglich beziehungsweise sollen in Betracht gezogen werden?

## Definition
Ein statistisches Modell {\displaystyle {\mathcal {E}}} ist ein Tripel {\displaystyle {\mathcal {E}}=({\mathcal {X}},{\mathcal {A}},{\mathcal {P}})} bestehend aus
- einer Grundmenge {\displaystyle {\mathcal {X}}}, die alle möglichen Ergebnisse eines Zufallsexperiments oder einer Stichprobenziehung enthält,
- einer σ-Algebra {\displaystyle {\mathcal {A}}} auf der Grundmenge {\displaystyle {\mathcal {X}}} und
- einer Menge {\displaystyle {\mathcal {P}}} von Wahrscheinlichkeitsmaßen auf {\displaystyle ({\mathcal {X}},{\mathcal {A}})}

Oftmals ist es handlicher, die Menge von Wahrscheinlichkeitsmaßen als Familie (mit beliebiger Indexmenge) zu notieren, um auf ausgewiesene Elemente leichter zugreifen zu können. Die Menge von Wahrscheinlichkeitsmaßen wird dann auch mit {\displaystyle (P_{\vartheta })_{\vartheta \in \Theta }} notiert. Dies bedeutet nicht zwangsläufig, dass es sich um ein parametrisches Modell handelt.

## Alternative Definitionen
Es existieren mehrere alternative Definitionen eines statistischen Modells, die sich in ihrer Detailliertheit unterscheiden.
Einerseits findet sich die Beschreibung eines statistischen Modells als eine Zufallsvariable {\displaystyle X}, die Werte in dem Messraum {\displaystyle ({\mathcal {X}},{\mathcal {A}})} annimmt entsprechend den Verteilungen aus {\displaystyle {\mathcal {P}}}. Der zugrunde liegende Wahrscheinlichkeitsraum der Zufallsvariable wird nicht näher präzisiert, da er für die Verteilungen nicht relevant ist. Diese Beschreibung macht im Gegensatz zur obigen Beschreibung klarer, dass die Stichproben, also die Elemente aus {\displaystyle {\mathcal {X}}}, als Realisierung einer Zufallsvariable mit unbekannter Verteilung zu sehen sind. Die Menge {\displaystyle {\mathcal {X}}} heißt dann auch Stichprobenraum.
Bei vielen statistischen Anwendungen in der statistischen Schätz- und Testtheorie ist {\displaystyle X} ein Zufallsvektor {\displaystyle X=(X_{1},\dots ,X_{n})} von stochastisch unabhängigen und identisch verteilten reellen Zufallsvariablen {\displaystyle X_{1},\dots ,X_{n}}, die eine Zufallsstichprobe bilden. Der Stichprobenraum ist dann häufig {\displaystyle \mathbb {R} ^{n}}.
Andererseits findet sich auch die Beschreibung eines statistischen Modells lediglich als Familie oder Menge von Wahrscheinlichkeitsmaßen {\displaystyle {\mathcal {P}}}. Der entsprechende Grundraum ergibt sich dann implizit aus den definierten Wahrscheinlichkeitsmaßen, die verwendete σ-Algebra ist entsprechend die kanonische Wahl (Potenzmenge im diskreten Fall, Borelsche σ-Algebra sonst).

### Definition nach Le Cam
Lucien Le Cam verwendete wie David Blackwell den Begriff des statistischen Experiments statt des statistischen Modells, definierte dieses aber abstrakter über bestimmte Banachverbände, deren Norm additiv auf dem positiven Kegel ist, den sogenannten abstrakten L-Räumen. Le Cam definierte das statistische Modell wie folgt:
Ein statistisches Experiment {\displaystyle {\mathcal {E}}}, indexiert von einer Menge {\displaystyle \Theta }, ist eine Abbildung der Form {\displaystyle \theta \mapsto P_{\theta }} von {\displaystyle \Theta } in einen abstrakten L-Raum {\displaystyle (L,\|\cdot \|)}, bestehend aus positiven normierten linearen Funktionalen {\displaystyle P_{\theta }}, das heißt es gilt {\displaystyle \|P_{\theta }\|=1} und für alle {\displaystyle f\geq 0} gilt {\displaystyle P_{\theta }f\geq 0}.
Ein statistisches Modell ist somit eine Abbildung auf den nichtnegativen Rand des Einheitsball in einem abstrakten L-Raum.

## Klassifikation statistischer Modelle

### Parametrische und nichtparametrische Modelle
Lässt sich die Menge von Wahrscheinlichkeitsmaßen über eine Parametermenge, auch Parameterraum genannt, beschreiben, ist also
{\displaystyle {\mathcal {P}}=\{P_{\vartheta }\,|\,\vartheta \in \Theta \}}
für eine Parametermenge {\displaystyle \Theta \subset \mathbb {R} ^{n}}, so spricht man von einem parametrischen Modell, ansonsten von einem nichtparametrischen Modell. Ist {\displaystyle \Theta \subset \mathbb {R} }, so spricht man von einem einparametrigen Modell.
Die Parameter des Modells können zum Beispiel mit der Maximum-Likelihood-Methode mithilfe von Stichproben geschätzt werden.

### Diskrete Modelle
Ist {\displaystyle {\mathcal {X}}} endlich oder abzählbar unendlich und ist {\displaystyle {\mathcal {A}}=2^{\mathcal {X}}} die Potenzmenge, so spricht man von einem diskreten Modell. Die Wahrscheinlichkeitsmaße lassen sich dann durch Wahrscheinlichkeitsfunktionen beschreiben.

### Stetige Modelle
Ist {\displaystyle {\mathcal {X}}} eine Borel-Menge des {\displaystyle \mathbb {R} ^{n}} und ist {\displaystyle {\mathcal {A}}} die Einschränkung der Borelschen σ-Algebra auf diese Menge, also {\displaystyle {\mathcal {A}}={\mathcal {B}}(\mathbb {R} ^{n})|_{\mathcal {X}}} und besitzt jedes der Wahrscheinlichkeitsmaße in {\displaystyle {\mathcal {P}}} eine Wahrscheinlichkeitsdichte, so spricht man von einem stetigen Modell.

### Standardmodelle
Handelt es sich um ein stetiges Modell oder um ein diskretes Modell, so spricht man von einem Standardmodell. Bei Standardmodellen existiert also insbesondere eine Wahrscheinlichkeitsdichte oder eine Wahrscheinlichkeitsfunktion. Manche Autoren nennen diese Modelle auch reguläre Modelle.

### Reguläre Modelle
Reguläre statistische Modelle sind einparametrige Standardmodelle, bei denen noch Anforderungen an die Existenz von Ableitungen der Dichtefunktion gestellt werden. Sie werden zur Formulierung der Cramér-Rao-Ungleichung benötigt.

### Lokations- und Skalenmodelle
Statistische Modelle, deren Verteilungsklasse eine Lokationsklasse ist, also durch Verschiebung einer einzigen Wahrscheinlichkeitsverteilung entstehen, werden Lokationsmodelle genannt, ebenso werden statistische Modelle mit Skalenfamilien Skalenmodell genannt.

### Produktmodelle
Produktmodelle entstehen, wenn man das mehrmalige Produkt eines statistischen Modells mit sich selbst bildet. Sie formalisieren die Vorstellung, dass man einen Versuch mehrmals hintereinander ausführt und die Ergebnisse der Einzelversuche sich nicht gegenseitig beeinflussen. Viele der gängigen Modelle wie das Normalverteilungsmodell sind Produktmodelle.

## Beispiele
Ein Beispiel für ein statistisches Modell ist der Grundraum {\displaystyle {\mathcal {X}}=\{0,1\}^{100}} versehen mit der σ-Algebra {\displaystyle {\mathcal {A}}=2^{\mathcal {X}}} und als Menge der Wahrscheinlichkeitsmaße die Menge
{\displaystyle {\mathcal {P}}=\{\operatorname {Bin} _{100,\vartheta }\,|\,\vartheta \in [0,1]\}}
aller Binomialverteilungen mit Parametern 100 und {\displaystyle \vartheta }. Dieses statistische Modell könnte man beispielsweise wählen, wenn man eine Münze 100-mal wirft und die Anzahl der Erfolge zählt. Diese ist binomialverteilt, aber zu einem unbekannten Parameter, da nicht klar ist, ob die Münze gefälscht ist oder nicht. Es handelt sich bei diesem Modell um ein einparametriges Modell, da {\displaystyle \vartheta \in \Theta =[0,1]\subset \mathbb {R} } ist. Außerdem ist es ein diskretes Modell, da die Grundmenge endlich ist und die σ-Algebra durch die Potenzmenge definiert wird. Damit ist es auch automatisch ein Standardmodell. Die Menge von Wahrscheinlichkeitsmaßen
{\displaystyle {\mathcal {P}}=\{P\,|\,P{\text{ ist W-Maß auf }}({\mathcal {X}},{\mathcal {A}})\}},
ergibt hingegen ein nichtparametrisches Modell.

## Verwendungsarten statischer Modelle
Prinzipiell lassen sich zwei Ansätze bei der Erstellung statistischer Modelle unterscheiden:
- bei der ersten Gruppe von Methoden werden zunächst generierende stochastische Modelle angenommen,
- in der anderen werden die Modelle algorithmisch als Black Box erstellt und ihre prädiktive Genauigkeit analysiert.